# Patrulha ideológica
Patrulha ideológica ou patrulhamento ideológico é  uma expressão cunhada pelo cineasta Cacá Diegues, em 1978. Designa uma organização informal de pessoas unidas por laços ideológicos ou religiosos que tem por objetivo preservar o pensamento defendido por um grupo dominante, munindo-se de discursos, protestos, reivindicações e repressões pública, de maneira a impor a conduta ou pensamento ideológicos da organização.

## Origem da expressão
Em agosto de 1978, o filme Chuvas de Verão, de Cacá Diegues, foi recebido com frieza pela crítica (que já tinha desancado Xica da Silva, o filme anterior do diretor). Na sequência, Diegues concedeu uma longa entrevista à jornalista Póla Vartuck, publicada  no jornal  O Estado de S. Paulo,
sob o título "Cacá Diegues: por um cinema popular, sem ideologias", na qual denunciou as "patrulhas ideológicas". Estas seriam  integradas por jornalistas ligados ao Partido Comunista Brasileiro - então clandestino - que teriam a "missão" de detratar produtos culturais não alinhados a um certo cânon considerado politicamente correto por esses grupos formadores de opinião. A polêmica que se seguiu mobilizou os meios intelectuais brasileiros da época e rendeu o livro Patrulhas Ideológicas, de Carlos Alberto M. Pereira e Heloísa Buarque de Hollanda (Brasiliense, 1980). No livro, há uma nova entrevista de Diegues, na qual ele define melhor o modus operandi das patrulhas: "O que existe é um sistema de pressão, abstrato, um sistema de cobrança. É uma tentativa de codificar toda manifestação cultural brasileira. Tudo o que escapa a esta codificação será necessariamente patrulhado".

## Exemplos de patrulhamento
Um exemplo do patrulhamento ideológico refere-se ao cerceamento das liberdades políticas em Cuba na década de 1960. Considerado por seus defensores como um fato secundário, em face da necessidade de se implantar e consolidar o socialismo, diante das alegadas injustiças do passado e das agressões externas, tendo como verdadeiro objetivo a desestruturação de qualquer pensamento opositor ao regime ditatorial implantado.
Alguns intelectuais e pessoas públicas, reclamaram da ação das patrulhas ideológicas, por ocasião da queda do Muro de Berlim, quando muitas ideias esquerdistas foram questionadas diante dos fatos concretos que ora apresentavam. Uma segunda forte onda de reclamos apareceu, quando do desmantelamento da URSS, sepultando muitos conceitos que haviam sido  consolidados por meio da outrora imposição do pensamento ideológico do governo socialista.
Nos Estados Unidos, durante o macartismo, vizinhos policiavam-se entre si, muitas vezes uns denunciando aos outros perante as autoridades constituídas, gerando nas décadas de 1950 e 1960 verdadeiras caças às bruxas àqueles que discordavam do sistema.
Seguindo ao exemplo norte-americano, nas décadas de 1950, 1960 e 1970, houve, no Brasil, os patrulhamentos ideológicos principalmente nas escolas secundárias e nas universidades. Os grupos polarizados procuravam dentro de seus corpos "elementos" do grupo antagônico, considerados "infiltrados",  ocorrendo assim os justiçamentos, que eram verdadeiros linchamentos daqueles considerados inimigos do grupo em questão.
O patrulhamento ideológico foi usado na Alemanha Nazi, através da Juventude Hitleriana, na União Soviética stalinista ou na Alemanha Oriental, mediante a instituição da denúncia sistemática de desvios ideológicos, inclusive dentro das famílias. Os integralistas de Plínio Salgado  também são modelos de patrulha ideológica.
Este mesmo tipo de patrulhamento é feito por grupos socialistas dominantes em determinados setores da sociedade, com o objetivo de expurgar eventual disseminação de pensamentos distintos e cercear a liberdade de expressão, visando a manutenção do pensamento ideológico do grupo e a possibilidade de sua disseminação sem qualquer obstáculo.
Atualmente a expressão patrulhamento ideológico se refere ao constrangimento aplicado a indivíduos ou grupos divergentes das ideias dominantes.